# Lisbona capitale d'Europa
Lisbona capitale d'Europa (Lisboa cultural) è un documentario del 1984 diretto da Manoel de Oliveira.
Il film è una coproduzione italo-portoghese alla quale ha preso parte anche la Rai.